# Georg Tobias Dürr
Georg Tobias Dürr (* im 17. Jahrhundert in Augsburg; † 3. September 1712) war ein deutscher Mediziner, Stadtphysicus der freien Reichsstadt Augsburg und Mitglied der Gelehrtenakademie „Leopoldina“.

## Leben
Georg Tobias Dürr wurde 1658 in Ingolstadt zum Doktor der Medizin promoviert. 1659 wurde er ins medizinische Collegium der freien Reichsstadt Augsburg aufgenommen. Um 1670 wurde er in Günzburg Physicus der Markgrafschaft Burgau. Er war Vicar des medicinischen Collegiums sowie Visitator der Apotheken und Hofarzt des Erzherzogs. Zudem war er Badearzt in Krummbad in Schwaben.
Am 28. Oktober 1688 wurde Georg Tobias Dürr mit dem Beinamen DAMOKRATES als Mitglied (Matrikel-Nr. 164) in die Leopoldina aufgenommen.

## Werke
- Dürr, Georg Tobias: Brief an Johann Moritz Hofmann, 1696.